# Before We Were So Rudely Interrupted
| Оценки критиков                   | Оценки критиков |
| Источник                          | Оценка          |
| --------------------------------- | --------------- |
| AllMusic                          | [ 3 ]           |
| Christgau's Record Guide          | B–              |
| The Encyclopedia of Popular Music | [ 5 ]           |
| The Rolling Stone Album Guide     | [ 6 ]           |

Before We Were So Rudely Interrupted (с англ. — «До того, как нас столь грубо прервали...») — реюнион-альбом The Animals 1977 года. На обложке они были указаны как The Original Animals.

## История
Альбом ознаменовал воссоединение пяти оригинальных участников Animals из первого состава — Эрика Бёрдона, Алана Прайса, Хилтона Валентайна, Чеса Чендлера и Джона Стила — на их первых сессиях со времён 1965 года. Басист Чендлер продюсировал работу, используя свою команду лейбла Barn Records.
Название альбома отсылает к первому предложению первой колонки Уильяма Коннора в газете Daily Mirror после Второй мировой войны: «Как я уже говорил до того, как меня так грубо прервали…».
Альбом был ремастирован и переиздан на CD в 2000 году Repertoire Records.

## Отзывы критиков
Альбом получил хорошие отзывы критиков. Журналист Rolling Stone Дэйв Марш назвал его «удивительно успешным […] одноразовым, с оригинальной группой, в которой снова доминируют Прайс и Бёрдон, исполняющие прекрасный, непринуждённый блюз». Брюс Эдер из AllMusic оценил его как «чуть меньше, чем потерянную классику».
Однако компания звукозаписи слабо продвигала альбом, турне не проводилось, а звучание было несовременным по сравнению с популярностью диско и панк-рока; поэтому альбом достиг только 70 места в чарте поп-альбомов США, 24 места в Нидерландах и вообще не попал в чарт в Великобритании.

## Список композиций

### Сторона 1
1. «Brother Bill (The Last Clean Shirt)» (Джерри Либер, Майк Столлер, Клайд Отис[англ.]) — 3:18
2. «It's All Over Now, Baby Blue» (Боб Дилан) — 4:39
3. «Fire on the Sun» (Шэки Джейк он же Джеймс д. Харрис) — 2:23
4. «As the Crow Flies» (Джимми Рид) — 3:37
5. «Please Send Me Someone to Love[англ.]» (Перси Мэйнфилд) — 4:44

### Сторона 2
1. «Many Rivers to Cross» (Джимми Клифф) — 4:06
2. «Just a Little Bit[англ.]» (Джон Торнтон, Ральф Басс, Эрл Вашингтон, Пини Браун) — 2:04
3. «Riverside County» (Эрик Бёрдон, Алан Прайс, Хилтон Валентайн, Чес Чендлер, Джон Стил) — 3:46
4. «Lonely Avenue[англ.]» (Док Помус) — 5:16
5. «The Fool[англ.]» (Наоми Форд, Ли Хезлвуд) — 3:24

## Участники записи

### The Original Animals
- Эрик Бёрдон — вокал
- Алан Прайс — клавишные
- Хилтон Валентайн — гитара
- Чес Чендлер — бас
- Джон Стил — ударные

### Технический персонал
- Алан О’Даффи — звукоинженер
- Пол Хардиман — микс-инженер
- Джо Мировски — дизайн
- Терри О’Нилл — фотография